# 김난휘
김난휘(1975년~)는 대한민국의 배우이다.

## 학력
- 단국대학교 연극영화학과

## 출연작

### 영화
- 《사랑이 무서워》(2011년) - 여의사 역
- 《오감도》(2009년) - 형수 역
- 《6년째 연애중》(2008년) - 윤 팀장 역
- 《마음이...》(2006년) - 엄마 역
- 《이공》(2005년)
- 《KNIT UP》(2004년)
- 《얼굴 없는 미녀》(2004년) - 희선 역
- 《아는 여자》(2004년) - 애인 친구 역
- 《여자는 남자의 미래다》(2004년) - 중국집 서빙 여 역
- 《싱글즈》(2003년) - 혜진 역

### 드라마
- 《빅이슈》(SBS, 2019년)
- 《오 마이 금비》(KBS2, 2016년) - 김희영 역
- 《뱀파이어 탐정》(OCN, 2016년) - 윤영린 역
- 《미세스 캅 2》(SBS, 2016년) - 박 마담 역
- 《가화만사성》(MBC, 2016년) - 안미나 역
- 《나에게 건배》(UMAX & O'live, 2015년) - 조 차장 역
- 《미세스 캅》(SBS, 2015년) - 박 마담 역
- 《위대한 이야기 - 이주일의 못생겨서 죄송합니다》(TV조선 & tvN, 2015년) - 아내 역